# Mycalesis newayana
Mycalesis newayana är en fjärilsart som beskrevs av Hans Fruhstorfer 1911. Mycalesis newayana ingår i släktet Mycalesis och familjen praktfjärilar. Inga underarter finns listade i Catalogue of Life.